# Oppiella nova
Oppiella nova
```
là một loài ve đất trong họ Oppiidae có thể được tìm thấy trên toàn thế giới bao gồm Oahu, Hawaii và Okinawa, Nhật Bản.
[
1
]
 Loài này dài 350 micromet (0,014 in) và rộng 180 micromet (0,0071 in) với bộ lông ngắn. 
```

Nó là một trong số ít các loài động vật có khả năng sống sót chỉ bằng cách sinh sản vô tính. 